# Pírola petita
La pírola petita (Pyrola minor) és una espècie de la família de les ericaceae, dins de la subfamília Pyroloideae (que segons algunes flores de referència als Països Catalans o a la Península Ibèrica segueix tenint la categoria de família Pirolàcies).

## Descripció
És una petita herba que pot fer aproximadament un pam d'alçada, amb fulles arrodonides o ovades que tenen dents arrodonides; el pecíol és més curt que el limbe. Flors blanques o rosades, pèndules, amb l'estil d'1 o 2 mm, sensiblement més curt que la pírola de flor verda. Surten en una inflorescència espiciforme terminal que pot portar entre 4 a 18 floretes. Floreix entre finals de primavera i l'estiu.

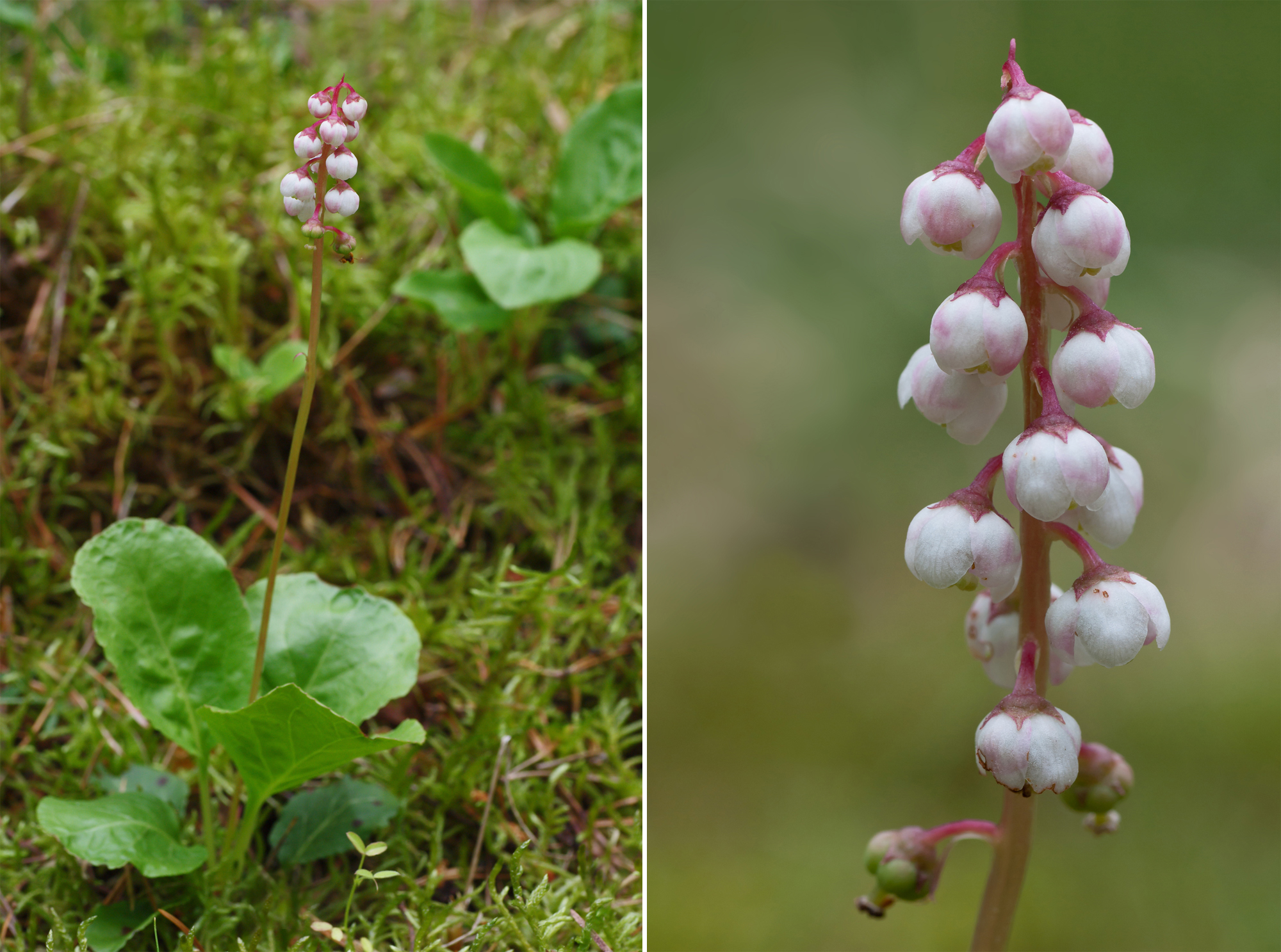
detalls de la flor i les fulles per diferenciar-la d'altres píroles

## Ecologia i distribució
Les píroles viuen en boscos humits, amb sòl humífer. És una espècie parcialment saprofítica que pot fer la fotosíntesi per obtenir energia de la llum del sol, però també alimentar-se de l'humus del sòl a través de micorrizes amb els fongs del subsòl. Aquest fenomen s'anomena mixotrofisme.
És una espècie que es pot trobar àmpliament distribuïda per tot l'hemisferi Nord, a Europa, Àsia i N d'Amèrica. A la península Ibèrica viu en boscos humits, entre 900 i 2100 m, principalment de coníferes als Pirineus, serralada Cantàbrica, Sistema Central i Ibèric.

## Taxonomia
Pyrola minor fou descrita el 1753 per Carl von Linné a "Species Plantarum"